# 羽尻公一郎
羽尻 公一郎（はじり こういちろう、 1970年12月26日 - ）は、日本の人工知能、認知科学研究者。博士（工学）。立命館大学大学院理工学研究科博士課程単位取得退学。
京都市に生まれ、立命館大学の大学院在学中に国際電気通信基礎技術研究所（ATR)に研修研究員として入所。その後ソニーコンピュータサイエンス研究所アソシエイトリサーチャー、日本IBM東京基礎研究所特別研究員。

## 経歴
- 1989年：京都府立洛西高等学校卒業
- 1993年：立命館大学理工学部情報工学科卒業
- 1995年：立命館大学理工学研究科情報工学専攻 博士課程前期 修了
- 1995年：国際電気通信基礎技術研究所(ATR)入所
- 1998年：立命館大学理工学研究科情報工学専攻 博士課程後期 単位取得退学
- 1998年：博士（工学）　博士論文の題「A Study on a Cognitive Model of Incremental Sentence Production」
- 1999年：ソニーコンピュータサイエンス研究所 アソシエイトリサーチャー
- 2000年：日本IBM東京基礎研究所 特別研究員
- 2002年：立命館大学理工学部 准教授
- 2004年：早稲田大学理工学部 客員研究員

## 苗字
「羽尻」という少しかわった苗字は、江戸時代に殿様から苗字帯刀を許されてもらったという伝承があるらしい。羽尻とは、弓矢の末端にある羽の部分（スタビライザー）を意味するらしい。

## 主な市販著書
- 羽尻公一郎 『人工無脳が禅を語る日 --言葉の意味をめぐる不可思議なお話--』 bit Vol.31 No.6-No.7 共立出版（1999）
- 羽尻公一郎, 堀口奈美 『流れよ言葉、と哲学者は叫んだ --言葉は数学より広し、されど我々には計算しかない』bit Vol.32 No.9-No.10 共立出版（2000）
- 羽尻公一郎, 塩瀬隆之, 杉田裕也 『ガンダム世代が夢見たAI』bit Vol.33 No.3 共立出版 (2001)
- 羽尻公一郎 『イルカは人を癒すのか？』 in 「育つ・学ぶ・癒す 脳図鑑21」 伊藤正男 監修 小泉英明 編 工作舎（2001年8月）ISBN 4-87502-352-9
- Koichiro Hajiri 『S2 Axiomatic System: A new geometrical system to maintain the qualia of  words』 in 「No Matter, Never Mind」, pp.251-259, Kunio Yasue, Mari Jibu  and Tarcisio Della Senta (eds.) John Benjamins Pub.（2002）ISBN 90-272-5153-3
- 羽尻公一郎 『自然と命にふれる赤ちゃんからの動物園と水族館』in「0才からの脳と心を育てる本 Vol.5」 主婦の友社（2008）ISBN 978-4-07-259548-0

## 主な業績
フルペーパーはそこそこ、査読付き国際会議は２０回程度、研究会発表や大会発表などは無数にあるらしい。かつては自らのホームページに全て掲載していたが、ヘッドハンターに「業績を盗まれるからやめた方がいい」といわれ、掲載をやめたらしい。心理言語学、計算言語学、複雑系計算意味論、意味生成論、間主観性、相互作用計算論などをフォーカスしていた。

## 受賞歴
- 1998年6月　日本人工知能学会　研究奨励賞

## ひととなり
- かわったこと：電車のホームから線路に転落したことが２度もある。
- こだわり：一族郎党がみな熱烈な阪神タイガースファン。
- なれそめ：初めて計算機に触ったのは中学生の頃、NECのPC-6001MkⅡ。当時はさほど計算機に興味はわかなかった。大学に進学するときに哲学科に行きたかったが、周囲の反対で情報学科へ。そこでふたたび計算機を扱うことになった。
- 音楽：高校時代からスティングに傾倒していて、ベースギターを奏でる。
- 映画：スター・ウォーズファンで、ライトセーバーの練習に近所で居合を習っていた。
- 口癖：Do or Do not ! There is no try !